# Elbow River (Bow River)
Der Elbow River (englisch elbow für Ellenbogen) ist ein 120 km langer Fluss in der kanadischen Provinz Alberta.

## Geographie
Der Elbow River entspringt dem Elbow Lake am Elbow Pass in den kanadischen Rocky Mountains. Dieser wird unter anderem vom Rae-Gletscher am 3218 m hohen Mount Rae gespeist. Kurz bevor er in Calgary in den Bow River mündet, wird der Elbow River zum Glenmore Reservoir gestaut.
Durch die Länge von 120 Kilometern ergibt sich von der Quelle auf mehr als 2100 Metern über Meereshöhe bis zur Mündung auf gut 1000 Metern ein durchschnittliches Gefälle von knapp einem Prozent.

## Hochwasser 2013
Im Juni 2013 führten heftige Regenfälle in Alberta zu Hochwasser an zahlreichen Flüssen. Der Elbow River überschwemmte zusammen mit dem Bow River weite Teile von Calgary, 75.000 Einwohner mussten ihre Häuser verlassen. Nahe der Ortschaft Bragg Creek erreichte die Abflussmenge des Elbow River mindestens 513 Kubikmeter pro Sekunde. Damit wurde der Wert des Hochwassers von 2005, das bereits als 100-jährliches Hochwasser galt (308 Kubikmeter pro Sekunde), deutlich übertroffen.

## Nebenflüsse
- Cougar Creek
- Little Elbow River
- Ford Creek
- Quirk Creek
- Powderface Creek
- Prairie Creek
- Silvester Creek
- Ranger Creek
- McLean Creek
- Connop Creek
- Iron Creek
- Bragg Creek
- Harris Creek
- Pirmez Creek
- Millburn Creek
- Springbank Creek
- Cullen Creek
- May Creek
- Lott Creek

## Galerie

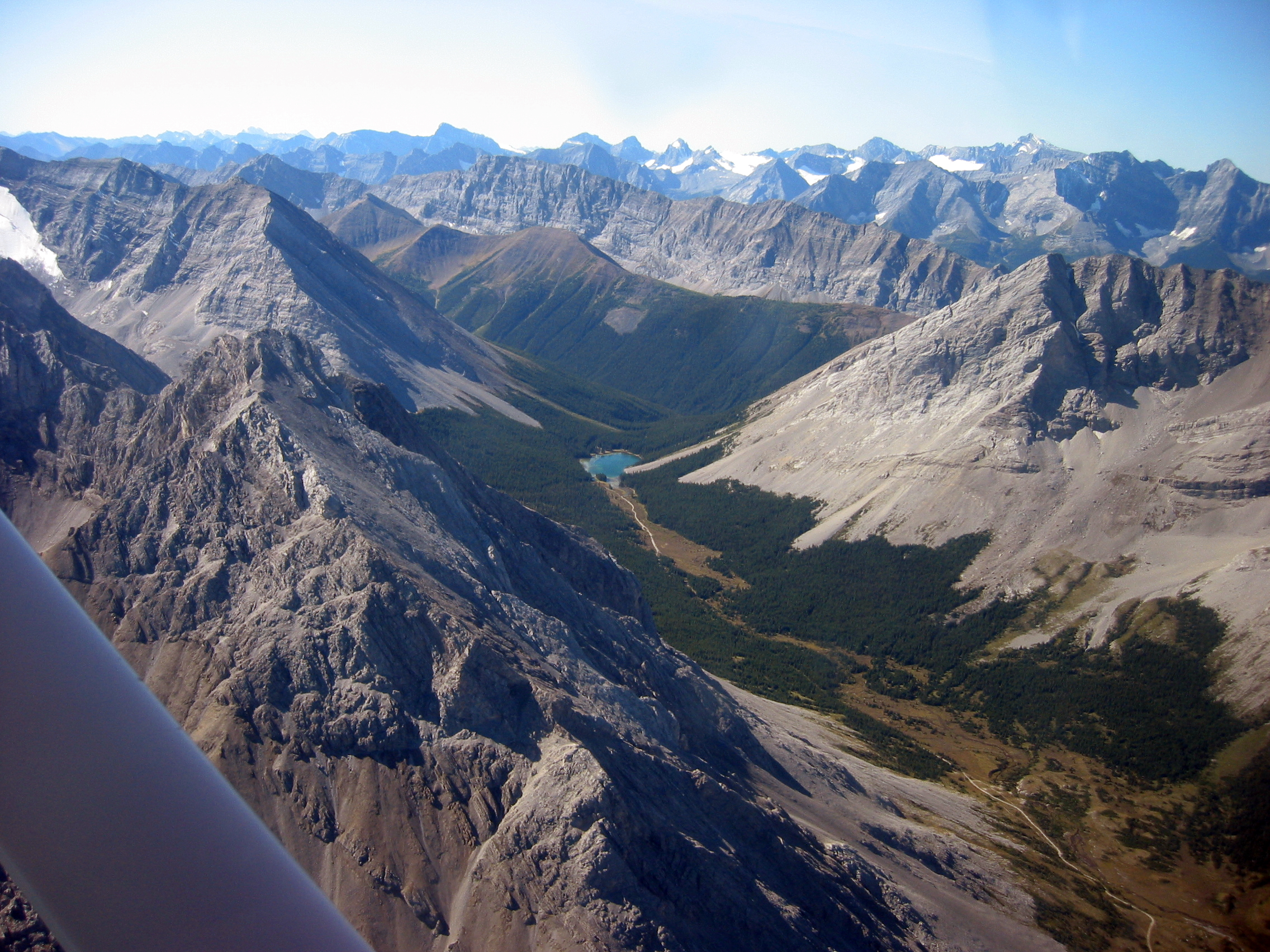
Elbow Lake, Blick Richtung Elbow Pass
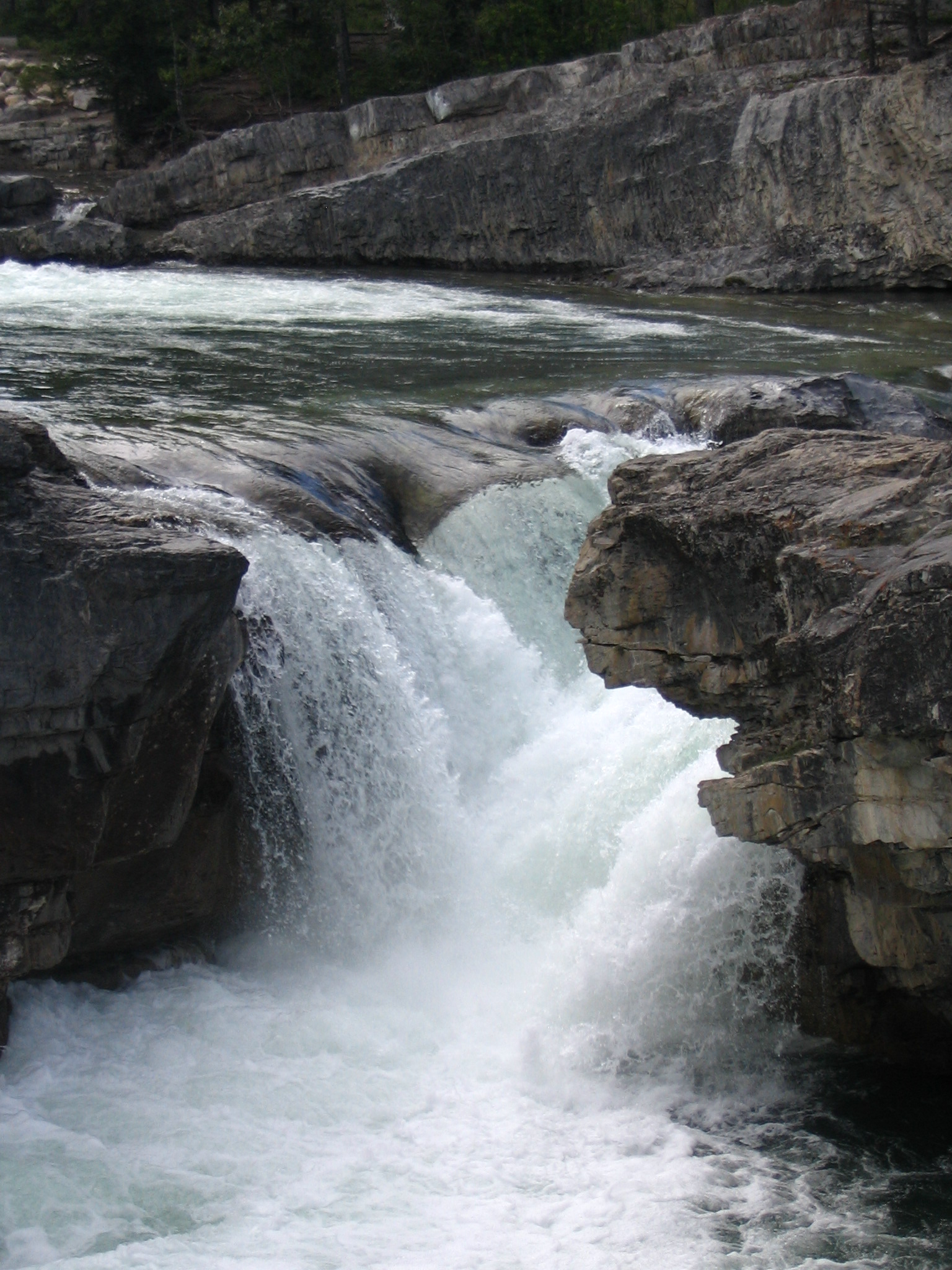
Elbow Falls
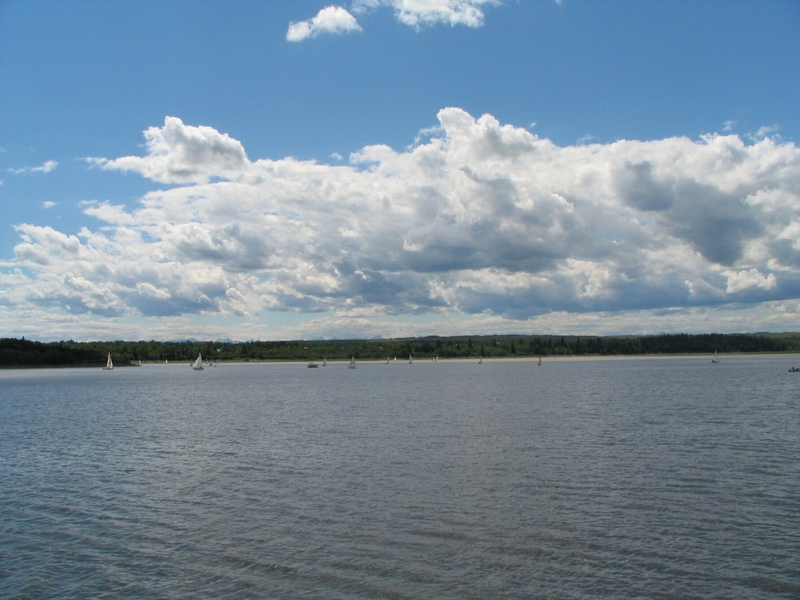
Glenmore Reservoir
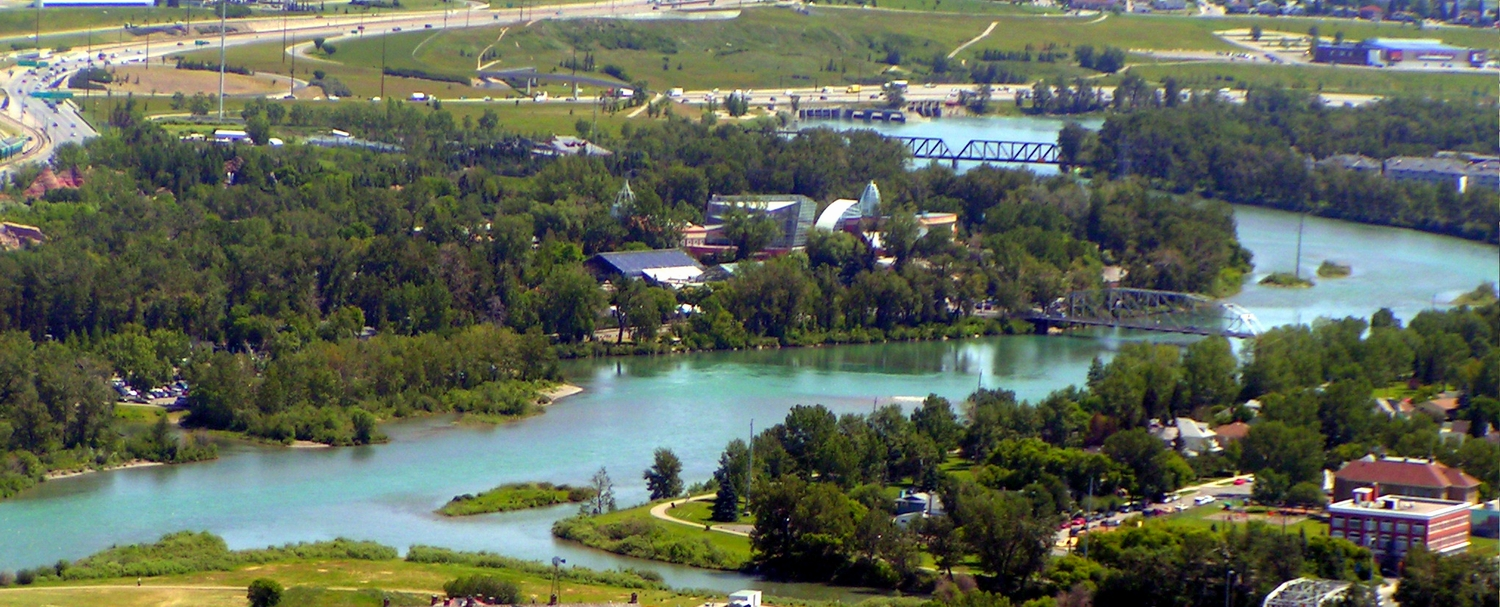
Mündung in den Bow River (unterer Bildrand)